# Deutschbolivianer
Deutschbolivianer sind Bolivianer, die vollständig oder teilweise deutscher Abstammung sind. 2001 waren Schätzungen zufolge knapp 3 Prozent der Bevölkerung (ca. 300.000 Menschen) deutscher Abstammung. In Bolivien gibt es zudem eine wachsende Zahl Platdiets-sprechender Mennoniten. Bei der Volkszählung 2012 war das Deutsche (in verschiedenen Varianten) mit 62.743 Sprechern (0,65 Prozent) die häufigste Fremdsprache hinter Spanisch und verschiedenen indigenen Sprachen. Mehrere Staatsoberhäupter Boliviens waren deutscher Abstammung, darunter auch der Militärdiktator Hugo Banzer.

## Geschichte
Die ersten deutschen Einwanderer kamen im 18. Jahrhundert nach Bolivien, und viele weitere kamen im 19. Jahrhundert, die vor allem im Handel und im Bergbau tätig wurden, und häufig hohe gesellschaftliche Positionen erreichten. 1937 wählte Bolivien den deutschstämmigen Germán Busch zum Präsidenten. Während seiner Präsidentschaft wurde Präsident Busch von Bergbau-Baron Moritz Hochschild beeinflusst und erlaubte die Aufnahme jüdischer Flüchtlinge, die vor der Verfolgung durch die Nazis nach Bolivien flohen. Zwischen 1938 und 1941 erhielten mehr als 20.000 jüdische Flüchtlinge in den bolivianischen Konsulaten in ganz Europa ein Visum und wanderten in das südamerikanische Land ein. Die meisten deutschen Juden ließen sich in La Paz nieder, verließen das Land aber in den meisten Fällen nach Ende des Zweiten Weltkriegs. Die „Altdeutschen“ unterstützten dagegen häufig den Nationalsozialismus, waren antisemitisch eingestellt und hielten Abstand zu den jüdisch-deutschen Einwanderern.
Nach dem Zweiten Weltkrieg nahm Bolivien, wie viele andere südamerikanische Länder auch, Nazis auf, die vor der Strafverfolgung für die von ihnen verübten Verbrechen flohen. Ein bedeutender Nazi war der SS- und Gestapo-Offizier Klaus Barbie, der nach Bolivien ausgewandert war und 30 Jahre lang in der Stadt Cochabamba lebte und die bolivianische Staatsbürgerschaft erhielt. Barbie war in dem Land einflussreich geworden und hatte das Gehör mehrerer Präsidenten und arbeitete als Berater der Sicherheitskräfte des ebenfalls deutschstämmigen Diktators Hugo Banzer Suárez, der umfangreiche „Säuberungen“ gegen linke Oppositionelle durchführen ließ. 1983 wurde Barbie verhaftet und an Frankreich ausgeliefert, wo er vor Gericht gestellt und zu lebenslanger Haft verurteilt wurde. Auch Hans Ertl, der Kameramann von Leni Riefenstahl, wanderte nach Kriegsende nach Bolivien aus, wo sich seine Tochter Monika der linksrevolutionären bolivianischen Untergrundbewegung ELN anschloss. Sie starb 1973 im bolivianischen Dschungel, vermutlich verraten von Klaus Barbie. Zuvor hatte sie wahrscheinlich den bolivianischen Geheimdienstchef Roberto Quintanilla Pereira aus Rache für den Tod von Che Guevara in Hamburg ermordet.
Ein wesentlicher und wachsender Teil der deutschstämmigen Bevölkerung in Bolivien sind Plautdietsch sprechende Russlandmennoniten. Diese Mennoniten begannen in den 1950er Jahren einzuwandern, mit großen Einwanderungswellen in den 1960er und 1970er Jahren, hauptsächlich aus Mexiko und Paraguay. Die meisten Mennoniten leben in traditioneller Lebensweise abgeschottet von der modernen Welt in eigenen Kolonien. Aufgrund ihrer hohen Geburtenraten wachsen diese Gemeinden sehr schnell. 2023 wurde die Zahl der Mennoniten auf knapp 150.000 geschätzt, welche in knapp 120 Gemeinden im bolivianischen Tiefland leben. Mennonitische Dörfer tragen Namen wie Hamburg oder Buxtehude.

## Bekannte Deutschbolivianer
- Hugo Banzer Suárez (1926–2002), Offizier und Präsident Boliviens
- Germán Busch Becerra (1904–1939), Offizier und Präsident Boliviens
- Enrique Hertzog (1896–1980), Diplomat und Präsident Boliviens
- Moritz Hochschild (1881–1965), Bergbauunternehmer
- Noel Kempff Mercado (1924–1986), Biologe und Naturforscher
- Jaime Mirtenbaum Zenamon (* 1953), Gitarrist und Komponist
- Jorge Wilstermann (1910–1936), erster Pilot Boliviens
- Lidia Gueiler Tejada (1921–2011), Politikerin und Präsidentin Boliviens
- Wilfred von Oven (1912–2008), Journalist, Publizist und Staatsbeamter